# Worst Way
«Worst Way» (с англ. — «Худший способ») — песня американского кантри-певца и автора песен Райли Грина, впервые выпущенная 29 марта 2024 года в качестве промосингла с его мини-альбома Way Out Here (2024). Она была отправлена на радиостанции жанра кантри 10 февраля 2025 года в качестве ведущего сингла с его третьего студийного альбома  Don’t Mind If I Do (2024). В июне 2025 года она стала третьим синглом Грина, возглавившим чарт Country Airplay, и первым в качестве сольного исполнителя. Сингл получил платиновую сертификацию в Канаде и США.

## История
В интервью в августе 2024 года на шоу Келли Баннен на Apple Music Country Райли Грин заявил, что написал эту песню много лет назад и изначально называл её «When She Comes Home Tonight». В то время он делал кавер на «Like a Wrecking Ball» Эрика Чёрча, но решил сочинить песню, которая вызывала бы похожие чувства, что вылилось в «Worst Way». Он также черпал вдохновение из «Slow Dancing in a Burning Room» Джона Майера.

## Композиция
Песня использует минимальное производство, используя «простой барабанный ритм и звонкие гитарные переборы». В первом куплете Райли Грин решает не приближаться к своей возлюбленной с традиционными романтическими жестами («Сегодня вечером я не принесу вина / Сегодня вечером я не принесу роз»), а подразумевает, что он хочет заняться с ней сексом в спальне. Это задаёт тон для припева, где он поёт: «Я хочу тебя самым худшим образом, моим рукам нужны твои бёдра / Хочу, чтобы первый вкус виски был на твоих губах / Так что закрой все жалюзи, запри все двери / Убери все, что может сломаться / Детка, ты нужна мне сегодня вечером / Давай посмотрим, сколько любви мы можем сделать / Я хочу тебя самым худшим образом». Во втором куплете он уверяет, что все ещё любит «выпивать вина и обедать» с ней, но не планировал этого на тот вечер.

## Музыкальное видео
Премьера музыкального видео состоялась 12 февраля 2025 года, после того как Райли Грин дразнил несколькими отрывками из него за несколько дней до этого. Он начинается с того, что Грин едет к дому своей возлюбленной (техасской модели Стефани Людвиг) на Ford Bronco с цветами и вином, пока она готовит ужин при свечах. Грин и женщина целуются, спотыкаясь по дому и снимая одежду, не в силах остановиться, даже разбивая стекло и пробивая дыры в стенах, во время чего Грин показывает большой палец вверх фотографии старика, делающего тот же жест. В следующей сцене они идут ужинать в ресторан и целуются на публике, а люди смотрят на них в шоке. Женщина ползёт по столу, и рубашка Грина снова слетает. После этого они воссоздают сцену из фильма «Дархэмский бык», в которой Грин ест миску хлопьев в халате на кухне, в то время как женщина сидит на столешнице, одетая только в красное нижнее бельё и спортивную куртку Грина. И снова двое целуются, держатся и несут друг друга в спальню, где Грин в процессе пинает лампу.

## Коммерческий успех
«Worst Way» достиг 3-го места в кантри-чарте Канады, 1-го места в радиоэфирном чарте Billboard Country Airplay и 5-го места в кантри-чарте Billboard Hot Country Songs. В июне 2025 года она стала третьим синглом Грина, возглавившим чарт Country Airplay, и его первым чарттоппером в качестве сольного исполнителя.

## Чарты
| Чарт (2024—2025)                    | Высшая позиция |
| ----------------------------------- | -------------- |
| Канада (Billboard Canadian Hot 100) | 30             |
| Канада Country (Billboard)          | 3              |
| Мир (Billboard Global 200)          | 187            |
| США (Billboard Hot 100)             | 20             |
| США (Billboard Country Airplay)     | 1              |
| США (Billboard Hot Country Songs)   | 5              |

| Чарт (2024)                       | Позиция |
| --------------------------------- | ------- |
| США Hot Country Songs (Billboard) | 63      |

## Сертификации
| Регион                                                                      | Сертификация  | Продажи   |
| --------------------------------------------------------------------------- | ------------- | --------- |
| Канада (Music Canada)                                                       | Платиновый    | 80 000    |
| США (RIAA)                                                                  | 2× Платиновый | 2 000 000 |
| Данные о продажах + прослушиваниях приведены только на основе сертификации. |               |           |